# Skalka u Doks
Skalka u Doks (do roku 1950 a od 1. července 1980 do 30. června 1990 jen Skalka, německy Kalken) je obec v jižní části okresu Česká Lípa v Libereckém kraji. Leží asi čtyři kilometry jihozápadně od Máchova jezera. Žije zde 177 obyvatel.

## Historie
Skalka, původně Kalek, byla jako panství Bezděz založena asi ve 13. století. Zmiňoval se o ní roku 1348 i Karel IV. v listině pro Ješka Kluka. Roku 1402 patřila Skalka Berkům a roku 1417 vdově Alžbětě z Klinštejna a po její smrti králi.
Roku 1423 ji daroval Zikmund rytíři Janu Kobylkovi z Kolovrat za pomoc v boji proti husitům. ale část stále patřila k Bezdězu. Dalším majitelem byl Mikuláš Kalecký z Kalku, od roku 1580 Damián z Pejclsdorfu a roku 1596 získal Skalku Barbora z Vartenberka. Ta připojila Skalku nejprve k Bezdězu a později k Doksům.
V roce 1848 se volilo desetičlenné zastupitelstvo. Vybudovala se silnice směrem na Doksy.
Nejvíce obyvatel – 326 – měla Skalka roku 1843. Potom obyvatel ubývalo a zeslábl i kulturní život v obci.

## Obyvatelstvo
Při sčítání lidu v roce 1921 ve vsi žilo 197 obyvatel (z toho 102 mužů), z nichž bylo pět Čechoslováků a 192 Němců. Kromě jednoho evangelíka a jednoho člena církve československé byli římskými katolíky. Podle sčítání lidu z roku 1930 měla vesnice 201 obyvatel: jednoho Čechoslováka a dvě stě Němců. Až na dva příslušníky nezjišťovaných církví se hlásili k římskokatolické církvi. V Nové Skalce v roce 1921 žilo 71 obyvatel (z toho třicet mužů) německé národnosti a římskokatolického vyznání. Při sčítání roku 1930 měla 72 obyvatel: dva Čechoslováky a sedmdesát Němců. Všichni byli římskými katolíky.
| Rok            | 1869 | 1880 | 1890 | 1900 | 1910 | 1921 | 1930 | 1950 | 1961 | 1970 | 1980 | 1991 | 2001 | 2011 | 2021 |
| -------------- | ---- | ---- | ---- | ---- | ---- | ---- | ---- | ---- | ---- | ---- | ---- | ---- | ---- | ---- | ---- |
| Počet obyvatel | 399  | 364  | 297  | 286  | 271  | 268  | 273  | 139  | 139  | 167  | 112  | 111  | 128  | 147  | 168  |
| Počet domů     | 69   | 69   | 64   | 65   | 65   | 61   | 65   | 58   | 33   | 33   | 32   | 59   | 46   | 55   | 61   |

## Obecní správa
Mezi lety 1869–1976 Skalka u Doks byla obcí v okrese Dubá (1869–1930), poté v okrese Doksy (1950) a později v okrese Česká Lípa. Od 1. května 1976 do 30. června 1990 patřil jako část města k Doksům a od 1. července 1990 je opět samostatnou obcí.
Obec sestává ze dvou základních sídelních jednotek: Osídlení je soustředěno ve vesnici Stará Skalka (Alt Kalken), od níž něco přes 1½ km severozápadním směrem, pod vrchem Šedina (473 m), leží osada Nová Skalka (Neu Kalken), dnes čistě rekreačního charakteru.

### Obecní symboly
Znak a vlajka byly obci uděleny rozhodnutím předsedy Poslanecké sněmovny Parlamentu České republiky dne 5. října 2004.

## Zajímavosti
- Sloupková boží muka z roku 1839, při polní cestě asi 1 km západně od obce
- Kaplička sv. Aloise z roku 1832, asi 200 m východně od obce
- V obci se nachází Centrum osobního rozvoje